# Gotō-Kunstmuseum

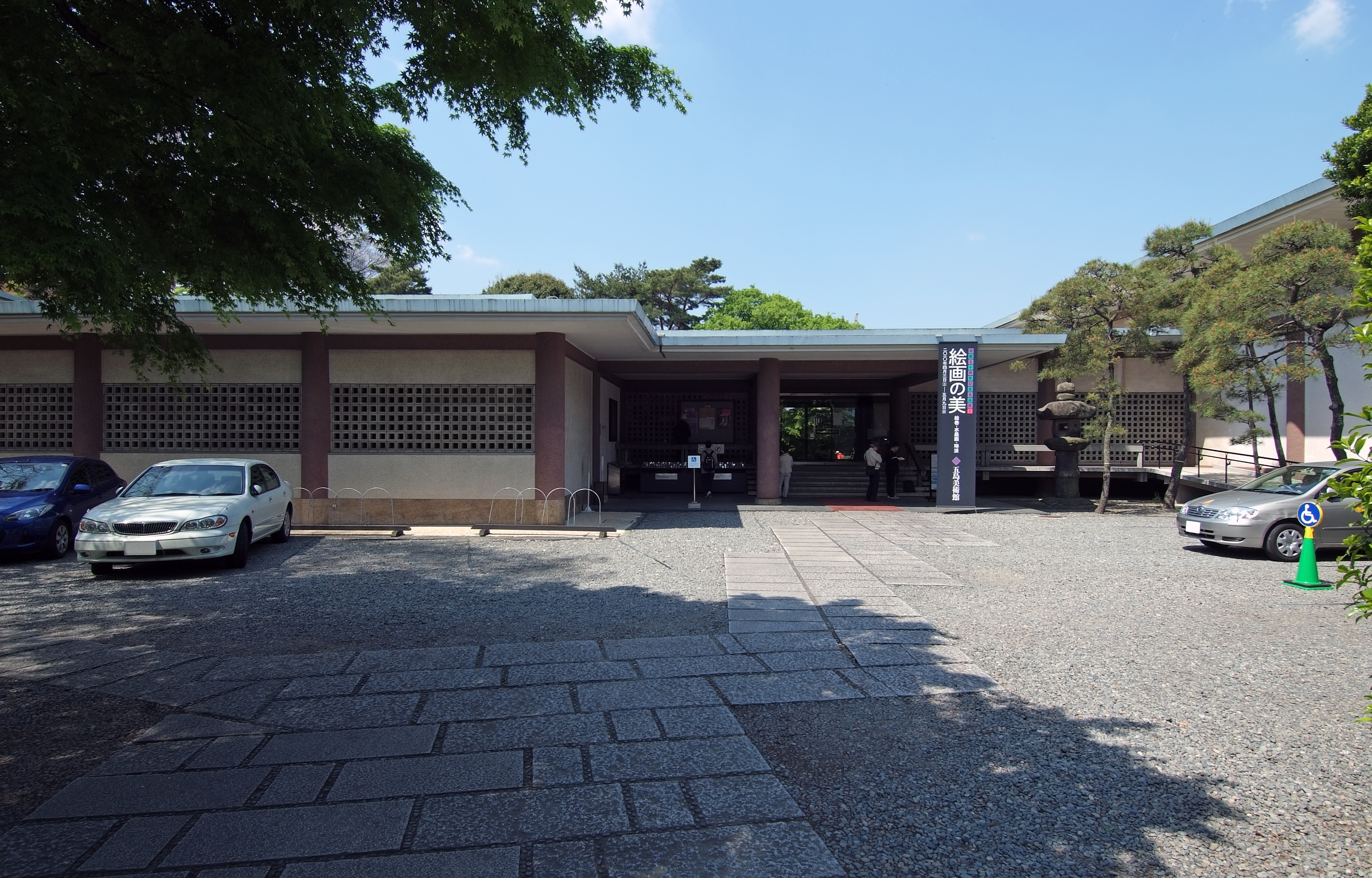
Eingangsbereich des Museums

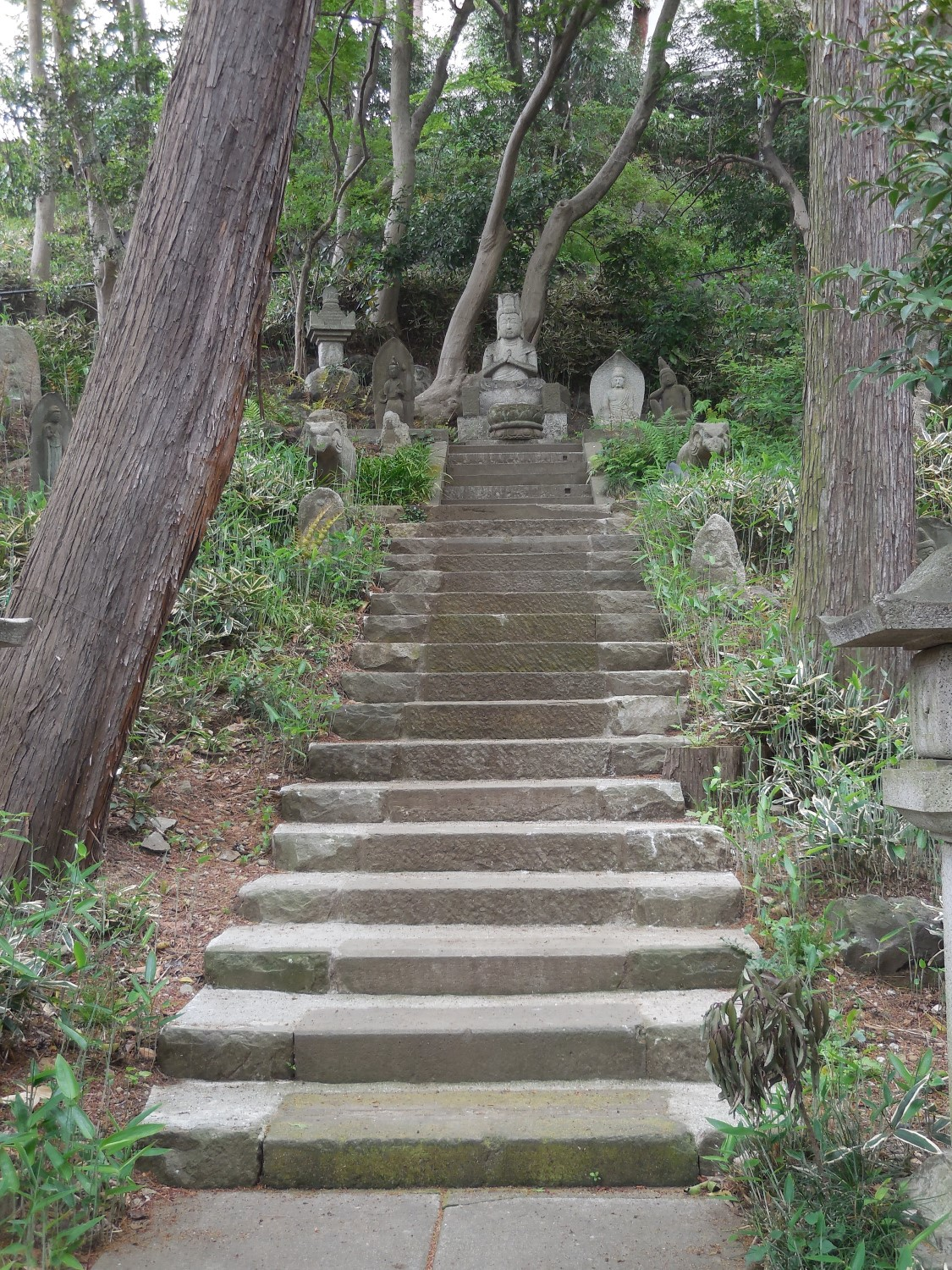
Buddha-Statue im Garten

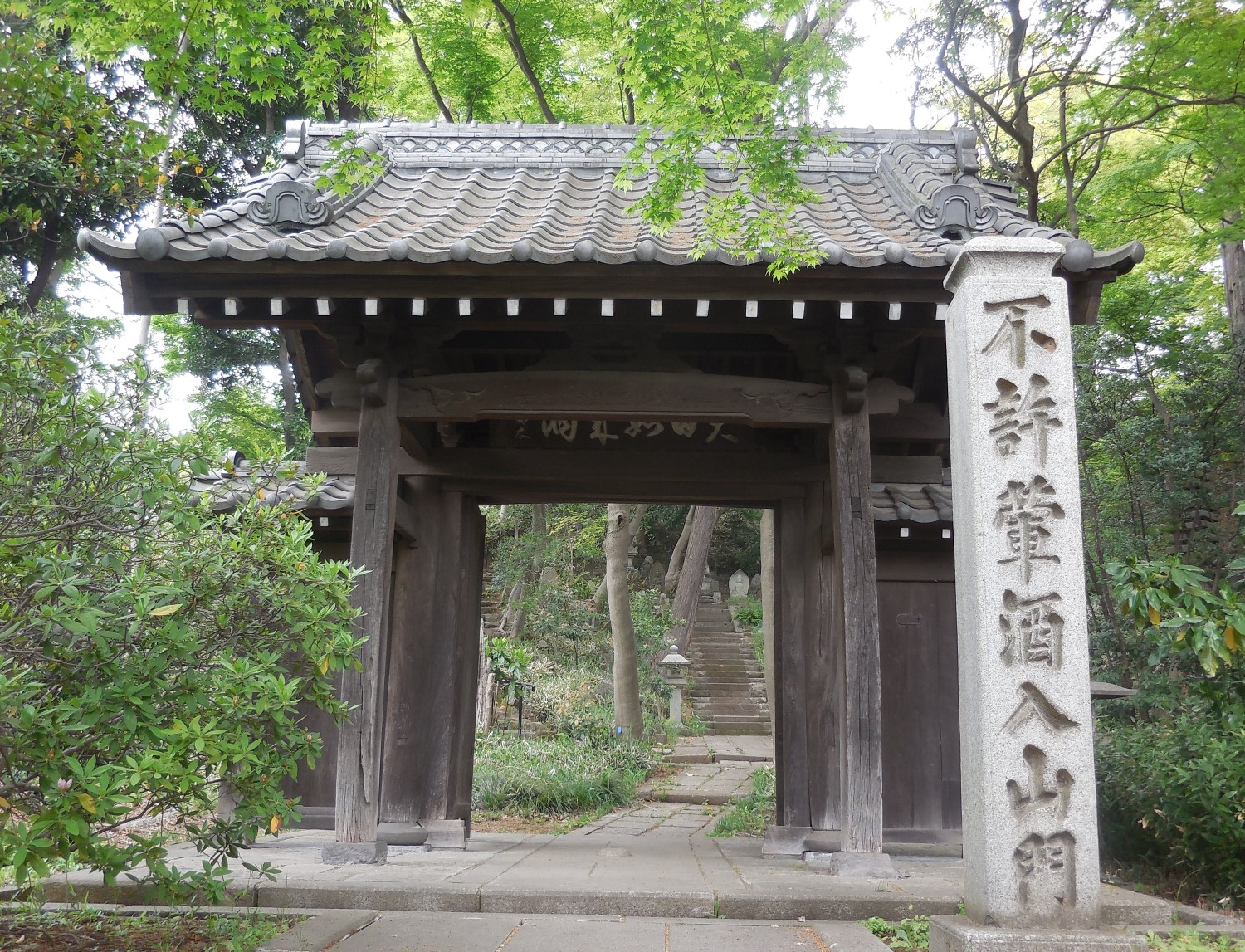
Altes Tor im Garten

Das Gotō-Kunstmuseum (japanisch 五島美術館 Gotō Bijutsukan) ist ein privates Museum japanischer und chinesischer Kunst (Malerei, Tee-Zeremonie-Geräten, Keramiken, Kalligraphie, alte Spiegel, Schwerter) in Setagaya, Tokio.

## Übersicht
Das Gotō-Kunstmuseum wurde von Gotō Keita (1882–1959), Gründer und langjähriger Präsident der Tokyu-Eisenbahngesellschaft, errichtet, um seine Sammlung der Öffentlichkeit zugänglich zu machen. Zunächst hatten ihn die Abschriften der buddhistischen Sutras interessiert, so dass er schließlich die größte Sammlung in Japan besaß. Ein weiteres Sammelgebiet waren Zen-Kalligraphien (禅林墨跡, Zenrin bokuseki) und schließlich japanische traditionelle Kultur von den Ursprüngen bis zum Mittelalter.
Bereits bevor Gotō an einen Museumsbau dachte, erwarb er die Sammlung des Geschäftsmanns Takanashi Nisaburō (1904–1993), zu der u. a. illustrierte Rollen des Genji Monogatari gehörten, und die des Rechtsanwalts und Sammlers Moriya Kōzō (1876–1953). So vergrößerte er sein Leben lang seine Sammlung mit bedeutenden Kunstwerken. Gotō starb 1960, kurz vor der Eröffnung des Museums. Danach kamen u. a. Schwerter und Schreibgeräte dazu. Insgesamt gehören 5000 Objekte, darunter fünf Nationalschätze, zur Sammlung.
2010 konnte das Museum sein 50-jähriges Bestehen feiern. Das Ereignis gab Anlass zur Renovierung und zur Eingliederung der Dai-Tokyū-Gedächtnisbibliothek.

## Das Museum und der Garten
Das einstöckige Museum, direkt neben der Residenz der Gotō-Familie, liegt auf einer Anhöhe am Tama-Fluss. Zum Hauptgebäude gehören ein Nebengebäude für Veranstaltungen und eine Vortragshalle. Die Gesamtfläche der Anlage beträgt 20.000 m², im Hauptgebäude stehen für die Ausstellung zwei Räume (280 m² und 90 m²) zur Verfügung.
Hinter dem Museum erstreckt sich ein Garten, der bis zum Fuß der Anhöhe reicht und kleine Teiche enthält. Oben befinden sich zwei Teehäuser (Kokei-rō und Fujimi-tei), zahlreiche Steinfiguren und zahlreiche Steinlaternen sowie ein kleiner Schrein. Auf dem terrassenförmig gestalteten Hang steht, als städtisches Naturdenkmal eingetragen, die „Kobushi-Magnolie von Kaminoge“. Ein Stein neben dem alten Tempeltor im Garten trägt die Inschrift „不許葷酒入山門“, d. h. „Keine Erlaubnis: mit Knoblauch oder Alkohol durchs Tempeltor“. Im Hintergrund sieht man einen Nyorai-Buddha inmitten eines Altar-Ensembles auf halber Höhe. Der Garten enthält auch eine größere Sammlung von Steinlaternen.

## Nationalschätze
- Illustrierte Rollen des Genji Monogatari (12. Jahrhundert)[Anm. 1]
- Fragment der illustrierten Rollen des Tagebuchs von Murasaki Shikibu (13. Jahrhundert)
- Aufzeichnungen des Kaisers Xiaojing von Ōe no Iekuni (大江家国, 1073)
- Sutra „Me nashi kyō“ (目無経, 1193)
- Pferdegeschirr aus dem Saitobaru-Kofun (西都原古墳出土金銅馬具類)

Weiter besitzt das Museum 50 wichtige Kulturgüter.

## Die Dai-Tokyū-Gedächtnisbibliothek
Diese Bibliothek (大東急記念文庫, Dai-Tokyū Kinen Bunko) wurde bei der Neugliederung des Konzerns 1949 eingerichtet und 1955 eröffnet. Bei der Auswahl der Bücher hat sich der Geologe, Ministerialbeamte und Sammler Wada Tsunashirō (1856–1920) verdient gemacht. Die Bibliothek enthält Bücher aus den Bibliotheken von Kuhara Fusanosuke (1869–1965), die Gotō von der Universität Kyōto übernommen hatte, und von Inoue Michiyasu (井上通泰; 1867–1941) sowie Bücher aus Gotōs eigener Sammlung. Die bedeutende Kuhara-Sammlung, die den Kern der Bibliothek darstellt, enthält u. a. die geschichtlichen Aufzeichnungen von Xiaojing, japanische Bücher aus der Nara- und Edo-Zeit und Bücher aus China und Korea. Im Unterschied dazu umfasst die Inoue-Sammlung vor allem japanische Dichtkunst (Waka) der Edo-Zeit und Referenzmaterial dazu. Der Gesamtbestand liegt bei 25.000 Bänden, darunter drei Nationalschätze und 32 Wichtige Kulturgüter.

## Bildauswahl

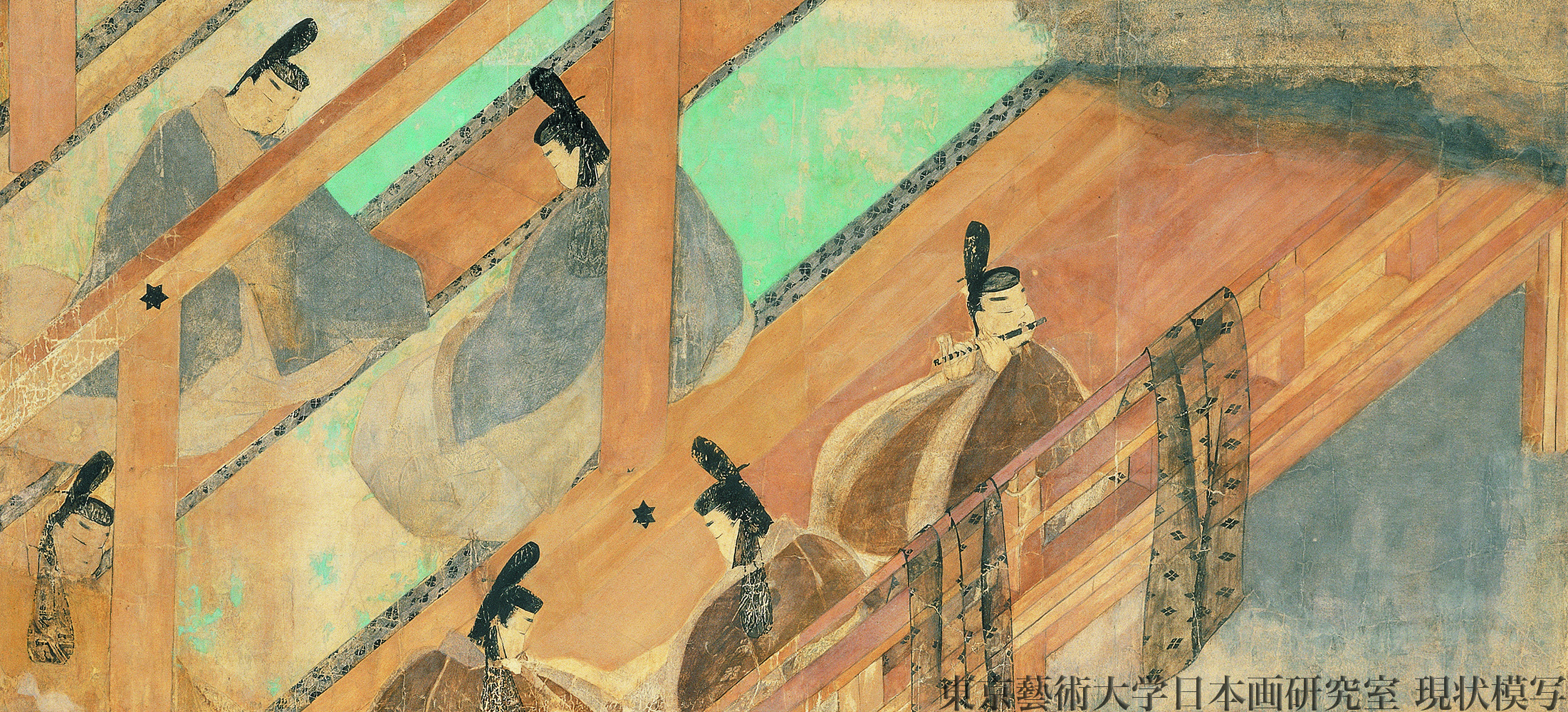
Aus dem Genji-Monogatari
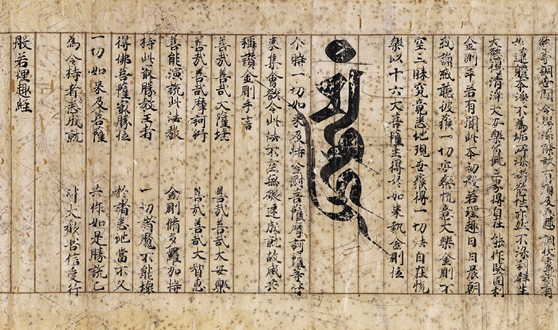
„Me nashi kyō“
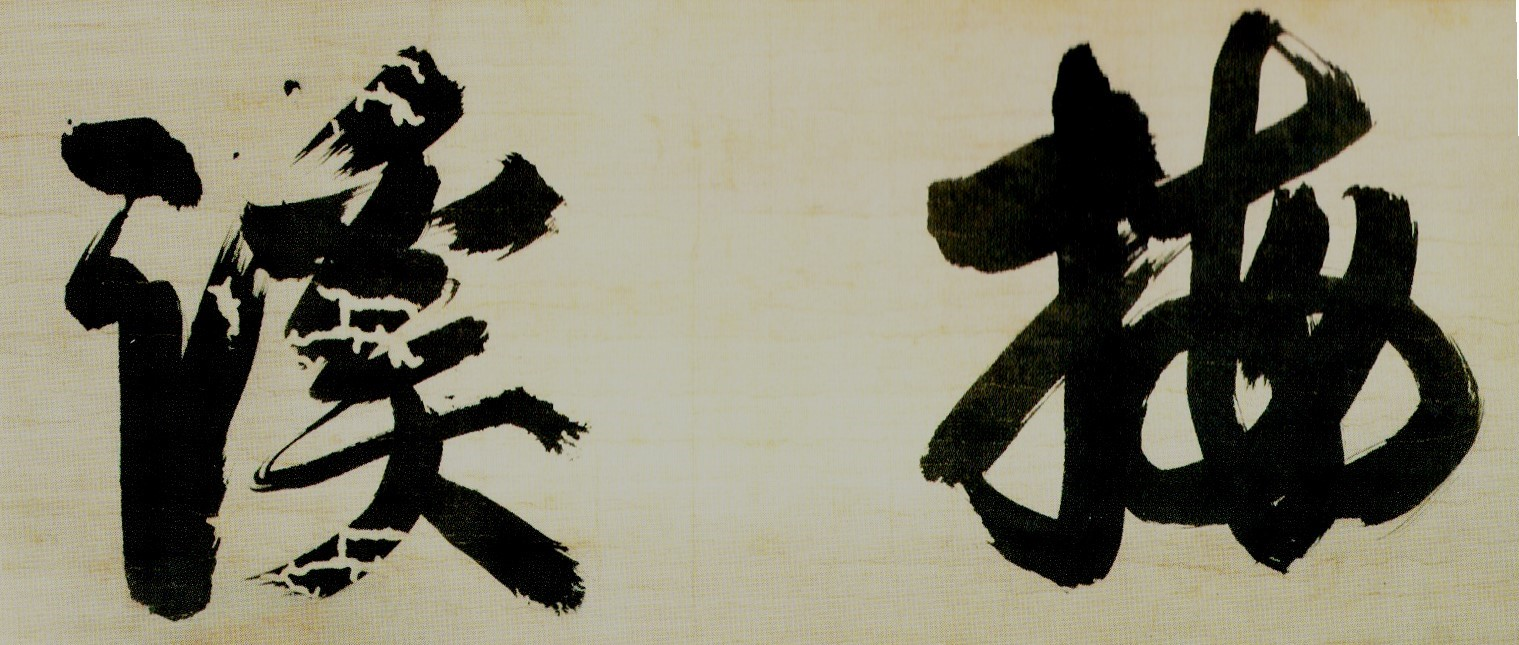
Kalligraphie „Bai Kei“ (Pflaume – Tal) Shūhō Myōchō (1282–1337)

## Anmerkung
1. ↑  Wegen der Empfindlichkeit der Bildrollen sieht man gewöhnlich nur Kopien. Weitere Rollen befinden sich im Tokugawa-Kunstmuseum in Nagoya.